# Heartland rock
Heartland rock är en musikgenre som utvecklades på 1970-talet och nådde sin höjdpunkt på 1980-talet. Genren illustreras av den kommersiella framgången för sångare/låtskrivare som Bruce Springsteen, Bob Seger, Tom Petty, John Fogerty och John Mellencamp, tillsammans med mindre kända artister som Southside Johnny and the Asbury Jukes och Iron City Houserockers.